# Eudule una
Eudule una là một loài bướm đêm trong họ Geometridae.